# Equipes Notre-Dame
Die Equipes Notre-Dame, auch Équipes Notre-Dame (END) sind eine 1938 in Frankreich gegründete geistliche Gemeinschaft von Ehepaaren in der katholischen Kirche. Seit 1958 gibt es END-Gruppen auch in Deutschland.

## Anliegen
Anliegen der END sind der gegenseitige Beistand und die geistliche Förderung christlicher Ehepaare. Dazu schließt sich jeweils etwa eine Handvoll Familien / Paare zu einer festen Gruppe zusammen, in der die Mitglieder in regelmäßigen Treffen ihr Leben teilen und einander geistig und materiell unterstützen. Die END wollen den Ehepaaren helfen, aus dem Ehesakrament heraus zu leben, ihren Alltag zu gestalten und gemeinsam einen Weg zu Gott zu finden. Dazu gibt es Anregungen und Hilfen für die persönliche Gottesbeziehung, das gemeinsame Hintreten vor Gott als Paar und für die partnerschaftliche Beziehung innerhalb des Ehepaares. 
Von der Bewegung gibt es für die Gruppentreffen schriftlich ausgearbeitete Arbeitsthemen, die sich mit Ehe, Familie, Glaube und Theologie beschäftigen; Einkehr- und Besinnungstage, Seminare für Ehepaare und Familien; regionale und internationale Treffen und Begegnungen sowie einen „Monatsbrief“ als Verbindung zwischen den deutschsprachigen Gruppen.

## Geistliche Hilfen und Regeln
Soll die Ehe das ganze Leben gelingen, müssen sich die Ehepaare auch immer darum bemühen. Deshalb nehmen sich die Ehepaare der END vor, täglich Zeit zu haben für das persönliche, betrachtende Gebet in Stille und regelmäßig die Heilige Schrift zu lesen. Außerdem gibt es einen persönlichen Vorsatz (eine Lebensregel), die das Leben prägt. Wichtig ist, als Ehepaar miteinander zu beten, u. a. jeden Tag das Magnificat, als Verbindung zur ganzen Bewegung und zur Kirche. Mindestens einmal im Monat setzen sich die Ehepaare zusammen für ein vertieftes, eheliches Gespräch (genannt „Stunde der Besinnung“, auch DSA, „Devoir de s'assoir“, die Aufgabe, sich gemeinsam als Ehepaar hinzusetzen). Schließlich ist es wünschenswert, sich einmal im Jahr möglichst als Ehepaar freizumachen für Exerzitien oder ein geistliches Wochenende.

## Gruppenleben
Mit diesen Hilfen versuchen die Mitglieder, den Glauben zu vertiefen und den Ehepartner immer besser kennen- und liebenzulernen. In Gemeinschaft geht dies besser, weshalb vier bis sechs Ehepaare und ein Priester eine Gruppe (Équipe) bilden. Auch wenn die END eine Laienbewegung ist, so ist der Priester doch ein sehr wichtiges, gleichberechtigtes Mitglied in jeder Gruppe. Er repräsentiert die Kirche und ist gleichzeitig das Bindeglied zu ihr, hat aber keinerlei Leitungsfunktion. Die monatliche Gruppenversammlung weist, bei aller Verschiedenheit der einzelnen Gruppen, gemeinsame Elemente auf: Sie beginnt meist mit einem einfachen Essen als Ausdruck der Gemeinschaft und Freundschaft. Dann lesen und überdenken alle zusammen eine Bibelstelle, passend zum Tag oder zum Gesprächsthema. Wichtig ist das freie gemeinsame Gebet mit Lob, Dank, Fürbitte und die Aussprache über die konkreten Vorsätze als gegenseitige Hilfe und Ermutigung bzw. das Gespräch über das Arbeitsthema.

## Gemeinschaft
Die Gruppen sind selbständig, aber nicht allein gelassen. Von der Gesamtbewegung bekommen sie immer wieder Impulse und Anstöße, wach und rege zu bleiben, z. B. durch den „Monatsbrief“ und vorbereitete Arbeitsthemen. Letztere sind ein Angebot, kein unbedingtes „Muss“. Acht bis zwölf Gruppen bilden einen Sektor, und die sieben Sektoren im deutschen Sprachgebiet sind zu einer Region zusammengefasst. Regionale und internationale Treffen und Seminare sorgen für einen weiteren Erfahrungs- und Gedankenaustausch auch über Länder-, Sprach- und Mentalitätsgrenzen hinweg. Alles will uns helfen, unseren Weg mit dem Ehepartner zu Gott zu finden und zu gehen.

## Zur Geschichte der END
Ein paar junge Ehepaare hatten 1938 mit dem Vikar ihrer Gemeinde, Henri Caffarel, in Paris überlegt, wie sie als Ehepaar einen Weg des Glaubens gehen können. Die schweren Jahre des Krieges hatte diese Gruppe im brüderlichen Miteinander schlecht und recht überstanden. Als danach wieder ein freies, religiöses Leben möglich war, kam es gleich zu weiteren Gruppengründungen. Bereits 1947 waren es so viele, dass man eine Charta – Grundsatzung – verabschieden musste, damit alle Gruppen (Équipes) nach der gleichen Spiritualität leben. Strukturen entwickelten sich und die Bewegung breitete sich in ganz Frankreich aus und bald auch im französischsprechende Belgien und in der Schweiz. Nach Deutschland kamen die END ab 1958 auf verschiedenen Wegen der persönlichen Bekanntschaft. In Deutschland ist die Bewegung Mitglied des Gesprächskreises Geistlicher Gemeinschaften, Bewegungen und Initiativen (GGG).
Inzwischen ist die Bewegung mit weltweit 12.000 Équipes (Stand: Oktober 2014) in allen fünf Erdteilen vertreten; in Deutschland sind es 70.